# Ronnie Moran
Ronald Moran, conhecido por Ronnie Moran (Crosby, 28 de fevereiro de 1934 - Liverpool, 22 de março de 2017), foi um futebolista e técnico britânico. Atuava como zagueiro.
Iniciou a carreira no profissional do Liverpool Football Club em 1952. Foi campeão inglês pelo clube em 1964 na condição de capitão do time. Entre a carreira de jogador (iniciado nos times de base quando tinha apenas 15 anos), auxiliar técnico, técnico e supervisor de futebol, foi considerado o funcionário mais antigo do clube quando aposentou-se, em 1999.

## Títulos
Liverpool
- Football League First Division: 1963–64
- Football League Second Division: 1961–62
- Supercopa da Inglaterra: 1964